# 电影和电视制片人联盟
电影和电视制片人联盟（英語： / 简称：），曾用名“电影和电视制片人协会（Association of Motion Picture and Television Producers）”，是美国一家总部位于加利福尼亚州洛杉矶市谢尔曼奥克斯的行业协会。它代表超过350家电视和电影制作公司与娱乐行业的工会进行集体协商谈判；这些工会包括：演员工会-美国电视和广播艺人联合会、美国导演工会、美国西部编剧工会、美国东部编剧工会、美国音乐家联合会和国际戏剧舞台从业人员联盟等。

## 联盟概况
电影和电视制片人联盟与美国电影协会一样都是娱乐业的官方集体谈判代表，联盟同时还是美国主要电影及电视制片人们的重要行业协会。电影和电视制片人联盟目前已代表350多家电影和电视制片人与其他行业工会达成了80项全行业集体谈判协议。联盟的成员公司涵盖了主要电影公司（包括派拉蒙影业、索尼影业、环球影业、华特迪士尼影业和华纳兄弟影业等）、首要无线电视网（包括ABC电视网、CBS电视网、NBC电视网和FOX电视网等）、流媒体服务商（包括网飞、苹果电视＋和亚马逊臻选视频等），以及某些有线电视网和独立电影公司。

## 联盟历史
电影和电视制片人联盟成立于1924年，其前身为“电影制片人协会（Association of Motion Picture Producers）”。1964年，它与1951年成立的电视电影制片人联盟（Alliance of Television Film Producers）合并。合并后的组织改名为电影与电视制片人协会（Association of Motion Picture and Television Producers）。1966年，它还与于1964年成立的独立制片人协会（Society of Independent Producers）合并。1975年9月，当协会与好莱坞其他专业工会进行谈判的时候，环球影业宣布退出协会；随后，联美与华特迪士尼制片也宣布将在次月退出协会。派拉蒙与环球合作成立了新组织——联盟。1982年，联盟与协会合并成为电影和电视制片人联盟。

## 外部连接
- 官方网站 （英文）
- 《1930年电影制作法典 （页面存档备份，存于）》（英文）